# 西宮浜

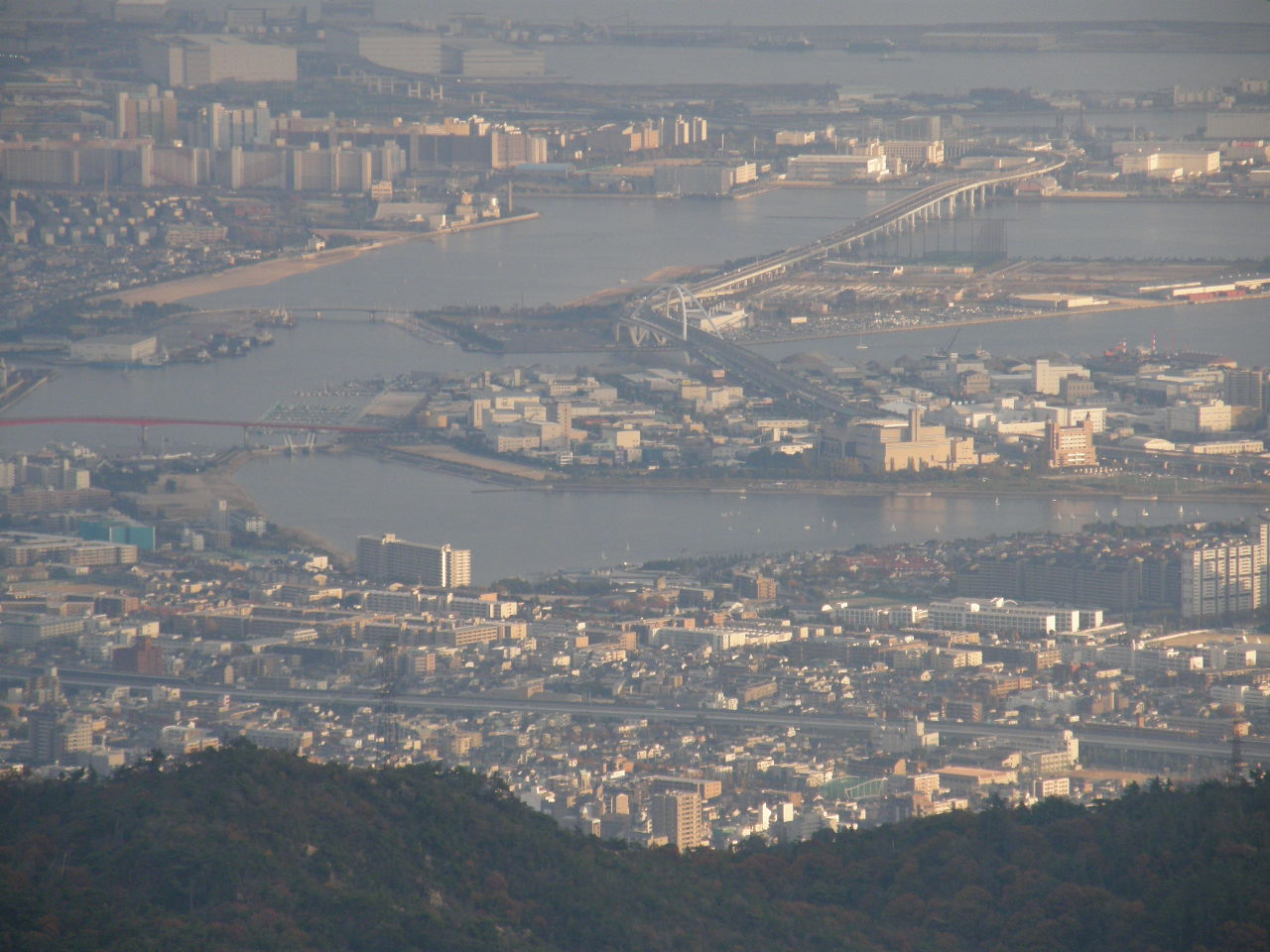
西宮浜（手前）

西宮浜（にしのみやはま）は、兵庫県西宮市にある人工島。またその人工島の全域に付けられた町名であり、西宮浜一丁目から西宮浜四丁目までが設置されている。郵便番号は662-0934である。平成22年10月1日現在の人口は、1丁目に3人、4丁目に7616人となっている。

## 概要
昭和30年代にこの地域を埋め立て、日本石油を誘致する計画が浮上したが、市民の反対などもあって誘致計画は計画発表から2年で白紙撤回となっている。高度成長期を挟んで以降、工業用地・宅地を確保するために西宮浜の埋立が1981年（昭和56年）から行われ、1989年（平成元年）に完工した。
4丁目は「西宮マリナパークシティ」となっている（詳細は後述）。

### 西宮マリナパークシティ
西宮マリナパークシティ（にしのみやマリナパークシティ）は、西宮浜4丁目にある住宅地。この一帯は、もともとヨットハーバーを核としたリゾートシティを計画していたが、バブル崩壊や阪神・淡路大震災による住宅不足もあって、住宅開発に切り替えられ、1998年（平成10年）の街びらきと前後して小中学校も島内に開校した。

## 交通

### 道路
都市高速道路
- 阪神高速5号湾岸線
  - 西宮浜出入口

県道
- 兵庫県道573号芦屋鳴尾浜線

橋
- 西宮大橋
- 御前浜橋（歩行者・自転車専用、跳ね橋）

### バス
- 阪神バス - 2006年に阪神電気鉄道から西宮市内を中心とするバス事業が同社へ分割された際に、島内に西宮浜営業所が設置された。

## 施設
公共
- 新西宮ヨットハーバー
- 西部総合処理センター
- 鳴尾消防署浜分署
- 西宮警察署西宮浜交番

教育
- 西宮市立総合教育センター付属西宮浜義務教育学校
- 阪急学園いるか幼稚園
- 大手前大学西宮総合グラウンド

郵便局
- 西宮マリナパーク郵便局

医療機関
- 協和マリナホスピタル

## 主な企業
- 阪神米穀
- 神明工場・西宮サイロ